# Розтоцько-Пастільська сільська рада
| Розтоцько-Пастільська сільська рада — колишній орган місцевого самоврядування у Великоберезнянському районі Закарпатської області з адміністративним центром у с. Розтоцька Пастіль. Сільській раді підпорядковані населені пункти: - с. Розтоцька Пастіль - с. Бегендяцька Пастіль - с. Костева Пастіль - с. Руський Мочар |

## Склад ради
Рада складається з 16 депутатів та голови.

## Керівний склад сільської ради
| ПІБ                     | Основні відомості                                                               | Дата обрання | Дата звільнення |
| ----------------------- | ------------------------------------------------------------------------------- | ------------ | --------------- |
| Джупіна Василь Петрович | Сільський голова, 1957 року народження, освіта, безпартійний                    | 26.03.2006   | 31.10.2010      |
| Джупіна Василь Петрович | Сільський голова, 1957 року народження, освіта середня спеціальна, безпартійний | 31.10.2010   |                 |

Примітка: таблиця складена за даними джерела

## Населення
Згідно з переписом УРСР 1989 року чисельність наявного населення сільської ради становила 1043 особи, з яких 494 чоловіки та 549 жінок.
За переписом населення України 2001 року в сільській раді мешкало 895 осіб.

### Мова
Розподіл населення за рідною мовою за даними перепису 2001 року:
| Мова       | Відсоток |
| ---------- | -------- |
| українська | 99,57 %  |
| російська  | 0,43 %   |